# 富山市立水橋中部小学校
富山市立水橋中部小学校（とやましりつ みずはしちゅうぶしょうがっこう）は富山県富山市にある公立小学校。

## 沿革
個別に出典が提示されていない箇所の出典→。
- 1873年3月 - 東水橋町、西水橋町と連合して第6大学区新川郡管内第10中学区新川郡水橋町第14番校として創立。
- 1875年4月 - 大成小学校と命名。
- 1876年10月 - 女子教育普及のため菊芳小学校設立。
- 1887年4月 - 大成小学校へ菊芳小学校が合併し、大成小学校尋常科となる。同時に東水橋小学校簡易科設置。
- 1890年4月 - 大成小学校と東水橋小学校を廃止し、東水橋尋常高等小学校を設置。
- 1892年9月 - 東水橋尋常高等小学校となる。
- 1912年（明治45年） - 東水橋尋常高等小学校（現富山市立水橋中部小学校）で児童65名が4泊5日で立山に登ったのが、学校登山の始まり[3]。
- 1917年4月 - 校舎を増築し、全校舎竣工落成。
- 1923年11月 - 雨天体操場新築落成。
- 1928年11月 - 御大典記念事業として現在の運動場3,010坪新設。
- 1935年10月 - 奉安殿竣工。
- 1937年4月 - 東水橋尋常高等小学校が高等科を廃止し、東水橋尋常小学校となる。
- 1940年11月 - 水橋町新設に伴い、中新川郡水橋町立水橋中部小学校と改称。
- 1941年4月 - 水橋国民学校と改称。
- 1944年8月 - 東京都大間窪国民学校（現・品川区立豊葉の杜学園）学童集団疎開児童約90名を受け入れ。
- 1947年4月 - 水橋中部小学校と改称。
- 1955年
  - 5月 - 幼児学級併設。
  - 12月 - 鉄筋校舎建築着工（1958年までに第3期工事落成）。
- 1961年10月 - 校歌、校章、校旗制定。
- 1963年3月 - 給食室が落成し完全給食を実施。
- 1964年
  - 4月 - 体育館改築落成。
  - 10月 - 管理棟落成。
- 1966年5月 - 富山市立水橋中部小学校と改称。
- 1967年
  - 3月 - 師弟一如の像建立。
  - 11月 - 清新の像建立。
- 1973年9月 - 交通模擬訓練所（大成交通公園）完成。
- 1976年3月 - 学校の森樹立（3か年計画完了）
- 1998年7月18日 - 鉄筋コンクリート造2階建ての体育館が完成[4]。

## 通学区域
水橋朝日町、水橋市江、水橋市江新町、水橋稲荷町、水橋新大町、水橋新舘町、水橋新町、水橋地蔵町、水橋田町、水橋中大町、水橋中出町、水橋中村栄町、水橋中村新町、水橋中村町、水橋西天神町、水橋西出町、水橋西浜町、水橋東舘町、水橋東浜町、水橋東天神町、水橋東出町、水橋明治町、水橋館町、水橋柳寺

## 進学先
- 富山市立水橋中学校